# Gnómonická projekce

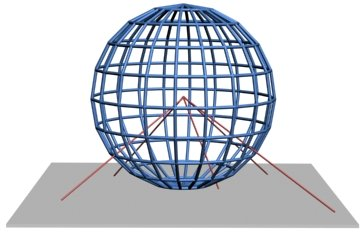
Základní princip gnómonické projekce – paprsky vycházejí ze středu Země a promítají se na rovinu dotýkající se povrchu Země, zde konkrétně na pólu.

Gnómonická projekce je azimutální mapové zobrazení, které není plochojevné, délkojevné ani úhlojevné. Poledníky se zobrazují jako přímky, rovnoběžky jako kuželosečky. V normální poloze leží rovník v nekonečnu, a proto jej nelze zobrazit. Zkreslení narůstá od pólu k rovníku.
Ortodromy (nejkratší spojnice dvou bodů na Zemi) se v gnómonické projekci zobrazují jako přímky. Z toho vyplývá praktické užití v navigaci. Snadno zkonstruovanou ortodromu je možné překreslit do jiného zobrazení podle průsečíků se zeměpisnou sítí.
Autorem gnómonické projekce byl Thalés z Milétu.
Gnómonická projekce má velký význam ve fotografii a především astrofotografii. Fotografie oblohy, provedená nezkreslujícím objektivem, je na film či čip zaznamenána právě v gnómonické projekci. Takový nezkreslující objektiv se nazývá rektilineární objektiv.

## Zobrazovací rovnice
Zobrazovací rovnice udávají, stejně jako u ostatních azimutálních zobrazení, rovinné polární souřadnice, kde r (průvodič bodu) je vzdálenost určovaného bodu od počátku soustavy souřadnic (obecně konstrukčního pólu) a φ je úhel, který průvodič r svírá se zvolenou osou ležící v rovině (osou v obrazu základního poledníku).
Dále se ve vzorci objevuje zeměpisná délka λ a proměnná δ, což je doplněk do 90° k právě počítané rovnoběžce (např. počítáme-li délku rovnoběžky o zeměpisné šířce 30°, bude se δ rovnat 60°).
{\displaystyle r=\lambda \,}
{\displaystyle \varphi =r\tan {\delta }\,}

## Ukázky

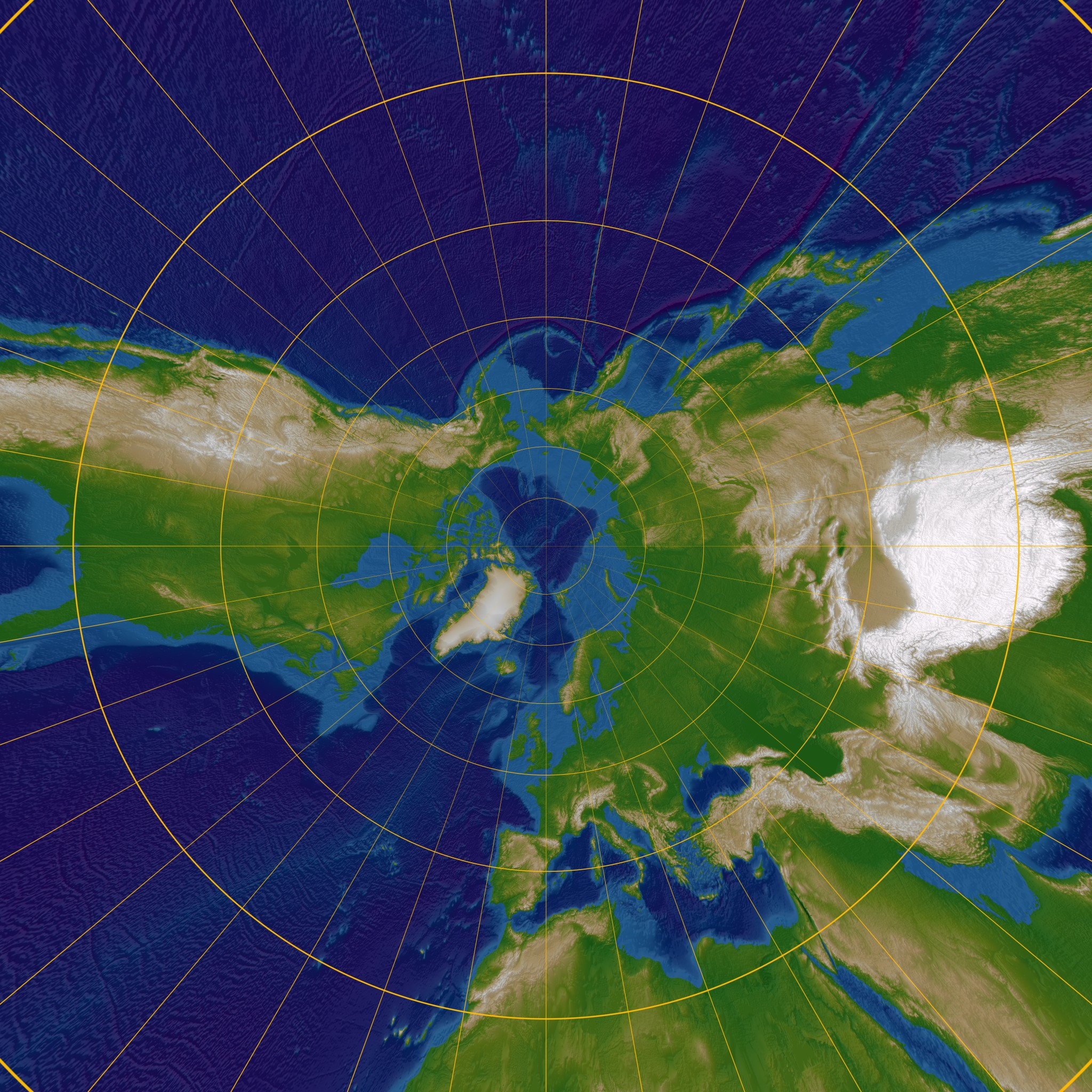
Zobrazení severního pólu.
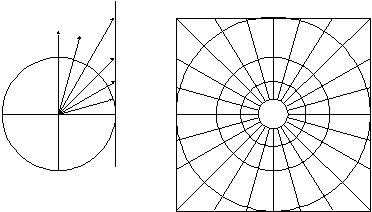
Nákres konstrukce předchozí mapy.
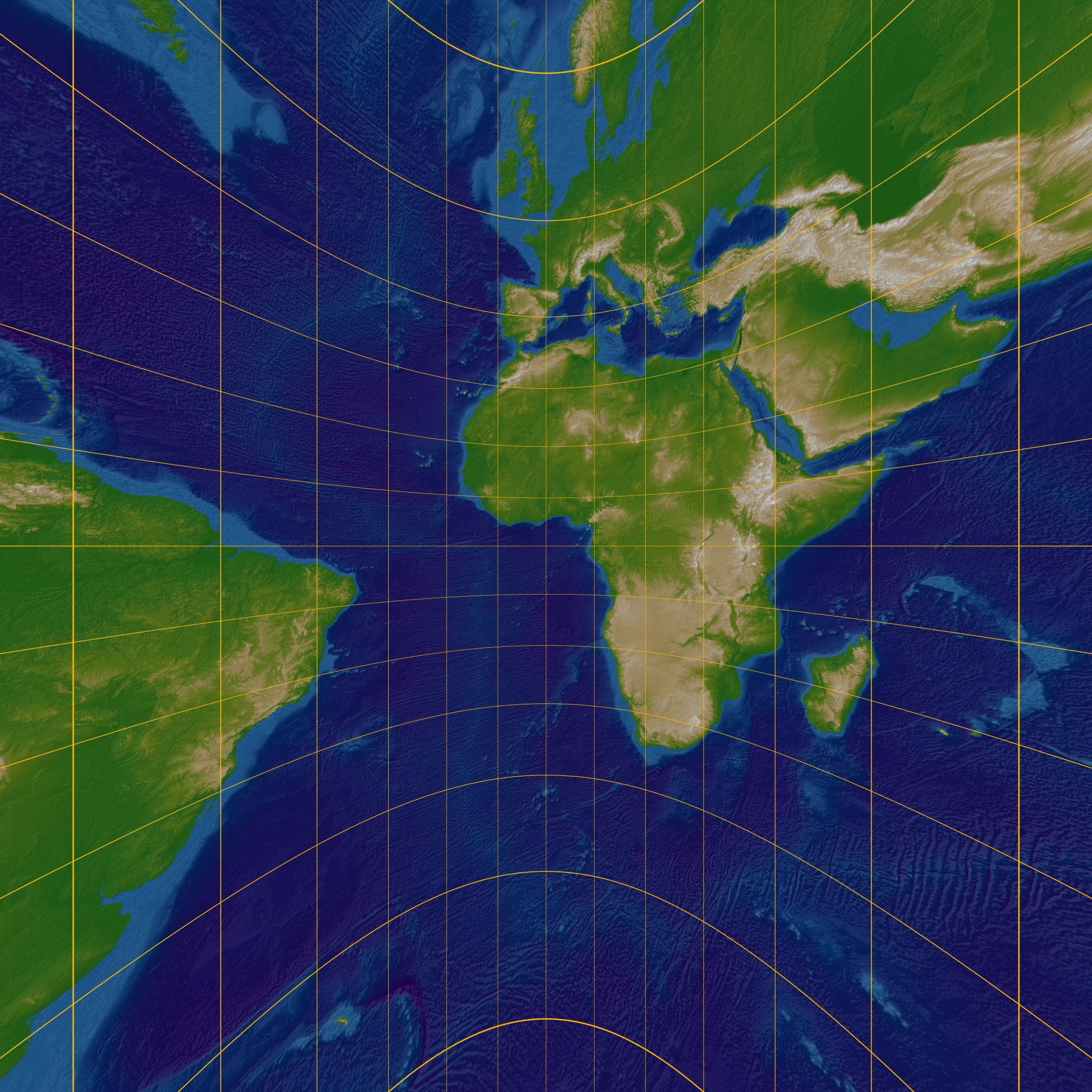
Varianta zobrazení, kdy promítací paprsek nevychází ze středu Země, ale z celé osy.
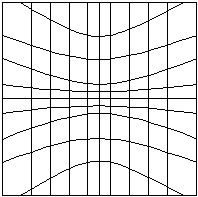
Síť rovnoběžek a poledníků zobrazená předchozím způsobem.
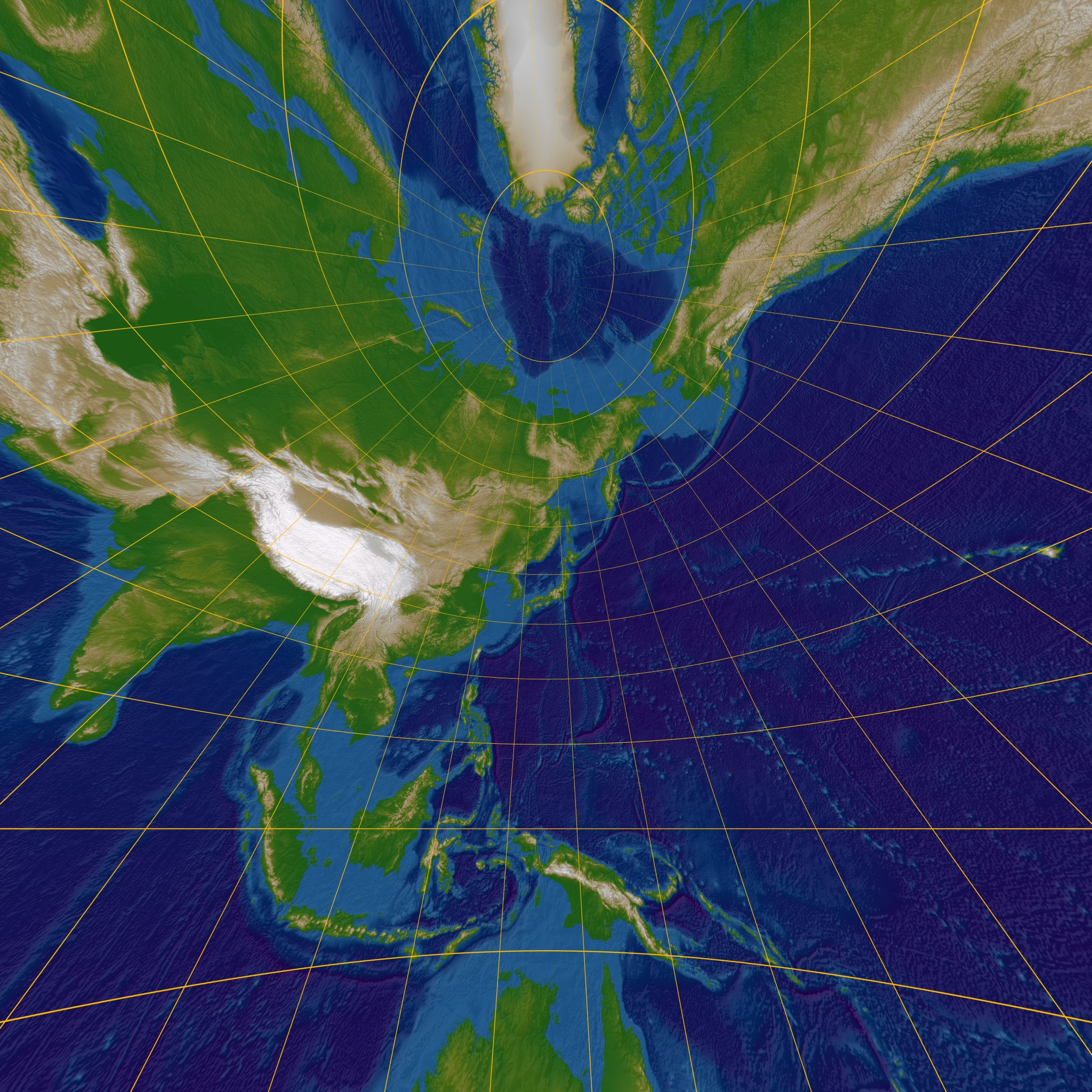
Zobrazení Oceánie.
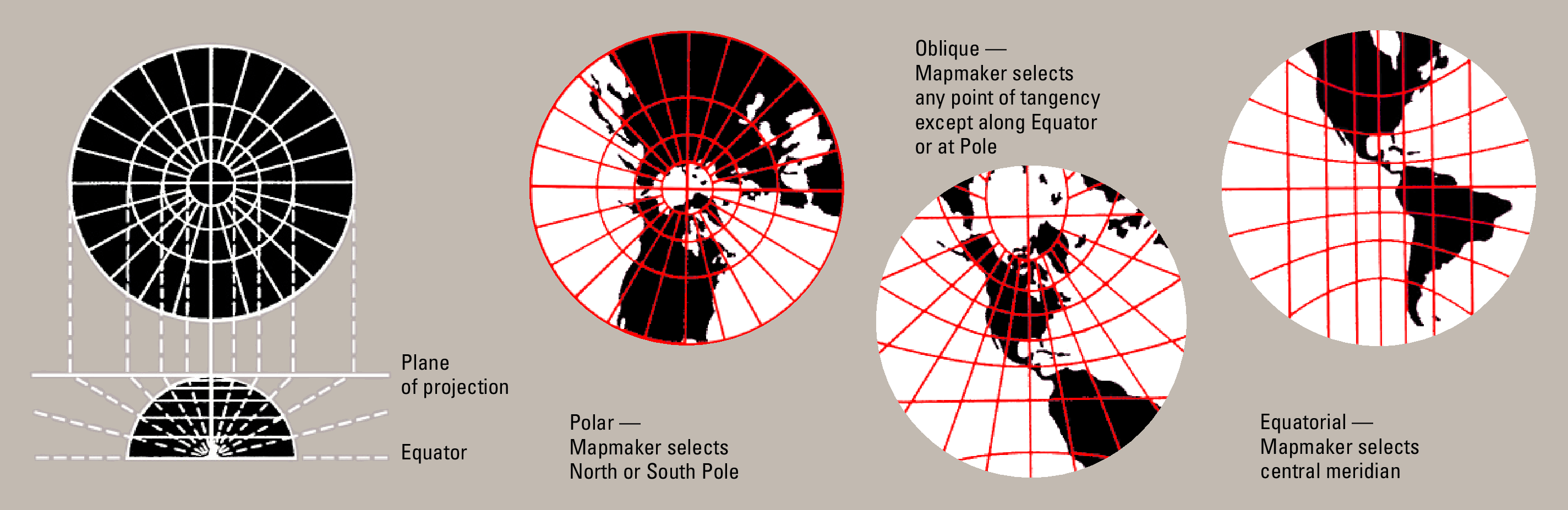
Souhrnné schéma.